# Padre Brown (serie)
Father Brown (en español: Padre Brown) es una serie de televisión británica transmitida desde el 14 de enero de 2013. La novena temporada se estrenó en BBC One el 3 de enero de 2022. La serie está basada en el personaje del Padre Brown y algunos episodios están inspirados en las historias originales de G. K. Chesterton.
La serie ha contado con la participación invitada de actores como Annette Badland, James Fleet, David Schofield, Robert Cavanah, Natasha Little, Holly Earl, Gareth Hale, Christopher Villiers, Adrian Rawlins, entre otros.

## Historia
La serie se establece a principios de la década de 1950 en el pueblo de Cotswold de Kembleford, donde el padre Brown no solo es un párroco en la iglesia católica de Santa María, sino que ayuda a resolver crímenes ante la exasperación del inspector de la policía quien a menudo arresta al sospechoso equivocado. Brown se apoya en las cualidades de sus amigos para resolver los casos a pesar de que en ocasiones ellos son sospechosos de algunos y su vocación como sacerdote a menudo le da una idea de la verdad.

## Personajes

### Personajes principales
| Actor         | Personaje                        | Ocupación                        | Episodios | Duración        |
| ------------- | -------------------------------- | -------------------------------- | --------- | --------------- |
| Mark Williams | Padre Brown                      | Sacerdote                        | 45        | 2013 - presente |
| Sorcha Cusack | Mrs Bridgette McCarthy           | Ayudante de padre brown          | 45        | 2013 - presente |
| Nancy Carroll | Lady Felicia Montague            | Socialite                        | 41        | 2013 - presente |
| Alex Price    | Sid Carter                       | Chofer                           | 38        | 2013 - presente |
| John Light    | M. Hercule Flambeu               | Ladrón de Joyas                  | 4         | 2013 - presente |
| John Burton   | Sargento Goodfellow              | Sargento de la Policía           | 27        | 2014 - presente |
| Jack Deam     | Inspector Mallory                | Inspector de la Policía          | 10        | 2016 - presente |
| Emer Kenny    | Lady Penélope (Bunty) Windermere | Sobrina de Lady Felicia Montague | 1         | 2017 - presente |

### Personajes recurrentes
| Actor         | Personaje          | Ocupación | Episodios | Duración        |
| ------------- | ------------------ | --------- | --------- | --------------- |
| Gina Bramhill | Marianne Delacroix | villana   | 1         | 2016 - presente |

### Antiguos personajes principales
| Actor          | Personaje           | Ocupación               | Episodios | Duración    |
| -------------- | ------------------- | ----------------------- | --------- | ----------- |
| Tom Chambers   | Inspector Sullivan  | Inspector de la Policía | 25        | 2014 - 2015 |
| Hugo Speer     | Inspector Valentine | Inspector de la Policía | 11        | 2013 - 2014 |
| Keith Osborn   | Sargento Allbright  | Sargento de la Policía  | 10        | 2013 - 2014 |
| Kasia Koleczek | Susie Jasinski      | Ama de Casa             | 7         | 2013        |

## Episodios
Hasta ahora la serie está conformada por diez temporadas.
Episodios Temporada 1 - 2013 (10)
1: El martillo de Dios.
2: La estrella fugaz.
3: La forma errónea.
4: El hombre del árbol.
5: El Ojo de Apolo.
6: La novia de Cristo.
7: El polvo del Diablo.
8: La cara de la muerte.
9: El alcalde y el mago.
10: La cruz azul.
Episodios Temporada 2 - 2014 (10)
1: El espíritu de la máquina.
2: Los más locos de todos.
3: El orgullo de los Pryde.
4: La sombra de Cadalso.
5: Los misterios del rosario.
6: Las hijas de Jerusalén.
7: Los tres instrumentos de la muerte.
8: El premio del Coronel Gerard.
9: La Parca.
10: Las leyes del movimiento.
Episodios Temporada 3 - 2015 (15)
1: El hombre en la sombra.
2: La maldición de Amenofis.
3: El hombre invisible.
4: El presagio de la espada rota.
5: El último hombre.
6: La fraternidad Upcott.
7: El diablillo de Kembleford.
8: La guarida del libertinaje.
9: La verdad del vino.
10: El juicio de un hombre.
11: La máquina del tiempo.
12: El megalito de Standing.
13: El paraíso de los ladrones.
14: La confesión mortal.
15: El búho de Minerva.
Episodios Temporada 4 - 2016 (10)
1: La máscara del demonio.
2: La hija del cervecero.
3: El trance del verdugo.
4: El chiflado del imperio.
5: La hija de Autólico.
6: La vara de Asclepio.
7: El hombre desaparecido.
8: Los resurreccionistas.
9: Los pecados del padre.
10: La ira del barón Samdi.
Episodios Temporada 5 - 2016 (15)
1: La estrella de Jacob.
2: El laberinto del minotauro.
3: Víspera de San Juan.
4: El ciclón de Chedworth.
5: La mano de Lucía.
6: El águila y la grajilla..
7: Pequeños detalles.
8: La pluma carmesí.
9: El coleccionista de mariposas.
10: El secreto del alquimista.
11: Los pecados ajenos.
12: El teatro de lo invisible.
13: Los sellos verdes de Tanganika..
14: Fuego en el cielo.
15: El arrepentido.
Episodios Temporada 6 - 2017 (10)
1: El árbol de la verdad.
2: La venganza de la grajilla.
3: El dragón de Kembleford.
4: El ángel de la misericordia.
5: El rostro del enemigo.
6: Más vale malo conocido.
7: El baile de la muerte.
8: El gato de Mastigatus.
9: La flor de la calle.
10: Las dos muertes de Hercule Flambeau.
Episodios Temporada 7 - 2019 (10)
1: El gran asalto al tren.
2: El toque de difuntos.
3: Un silbido entre tinieblas.
4: Crimen entre las debutantes.
5: Una desaparición misteriosa.
6: El sacrificio de Tántalo.
7: La casa de Dios.
8: La sangre de los anarquistas.
9: El escándalo de la alondra.
10: El ladrón honrado.
Episodios Temporada 8 - 2020 (10)
1: El coro celestial. 2: La abeja reina. 3: El peso de la justicia. 4: La sabiduría del loco. 5: El error de Jephthat. 6: Los números de la bestia. 7: El río corrupto. 8: La maldición de la belleza. 9: La caída de la firma St. Gardner'. 10: La torre de las almas perdidas.
Episodios Temporada 9 - 2022 (10)
1: La venganza viene de lejos. 2: La lengua de la víbora. 3: Requiem por los muertos. 4: Los niños de Kalon. 5: El devoto final. 6: El nuevo orden. 7: La isla de los sueños. 8: Chicas descarriadas. 9: El enigma'. 10: La muerte roja.
Episodios Temporada 10 - 2023 (10)
1: Vientos de cambio. 2: Club de caballeros. 3: Los jardineros del Edén. 4: La bestia de Wedlock. 5: El hombre escondido. 6: La visita real. 7: El espectáculo debe continuar. 8: Las arenas del tiempo. 9: Las ruedas de la ira'. 10: La serpiente interior.

## Producción
La serie es desarrollada por Rachel Flowerday y Tahsin Güner, producida por Caroline Slater y Ceri Meyrick, y cuenta con la participación de los productores ejecutivos Will Trotter y John Yorke.
El drama está centrado durante las penurias de Gran Bretaña debido a la Segunda Guerra Mundial y a la pena de muerte que sigue vigente en varios estados por crímenes capitales, como el asesinato.
La música de la serie está compuesta por Debbie Wiseman y tiene el nombre de Father Brown Theme.
Se anunció que la serie había sido renovada para una segunda temporada la cual fue estrenada el 6 de enero de 2014.

### Emisión en otros países
La serie ha sido comprada por más de 50 emisoras en todo el mundo, incluyendo Australia, Suecia, Dinamarca, Noruega, Islandia, Brasil y España. En los Estados Unidos la serie se ha vendido a 40 estaciones de televisión pública con un alcance de 30% en la audiencia.
| País           | Cadenas           | Fecha de inicio | Fecha de finalización |
| -------------- | ----------------- | --------------- | --------------------- |
| Alemania       | ZDF Neo           | -               | -                     |
| Australia      | ABC               | -               | -                     |
| Dinamarca      | DR                | -               | -                     |
| Estados Unidos | -                 | -               | -                     |
| Finlandia      | YLE1              | -               | -                     |
| Hungría        | Duna TV           | -               | -                     |
| Irlanda        | RTÉ One           | -               | -                     |
| Islandia       | RÚV               | -               | -                     |
| Italia         | Rai Premium       | -               | -                     |
| Noruega        | NRK               | -               | -                     |
| Rusia          | TV Tsentr         | -               | -                     |
| Suecia         | TV8               | -               | -                     |
| España         | Paramount Network | -               | -                     |
| Brasil         | TV Cultura        | -               |                       |
| Canadá         | BBC Canada        | -               |                       |
| Argentina      | Film & arts       | -               | -                     |